# Entodon verruculosus
Entodon verruculosus är en bladmossart som beskrevs av Wen Xue-sen 1998. Entodon verruculosus ingår i släktet Entodon och familjen Entodontaceae. Inga underarter finns listade i Catalogue of Life.